# Anni Holdmann

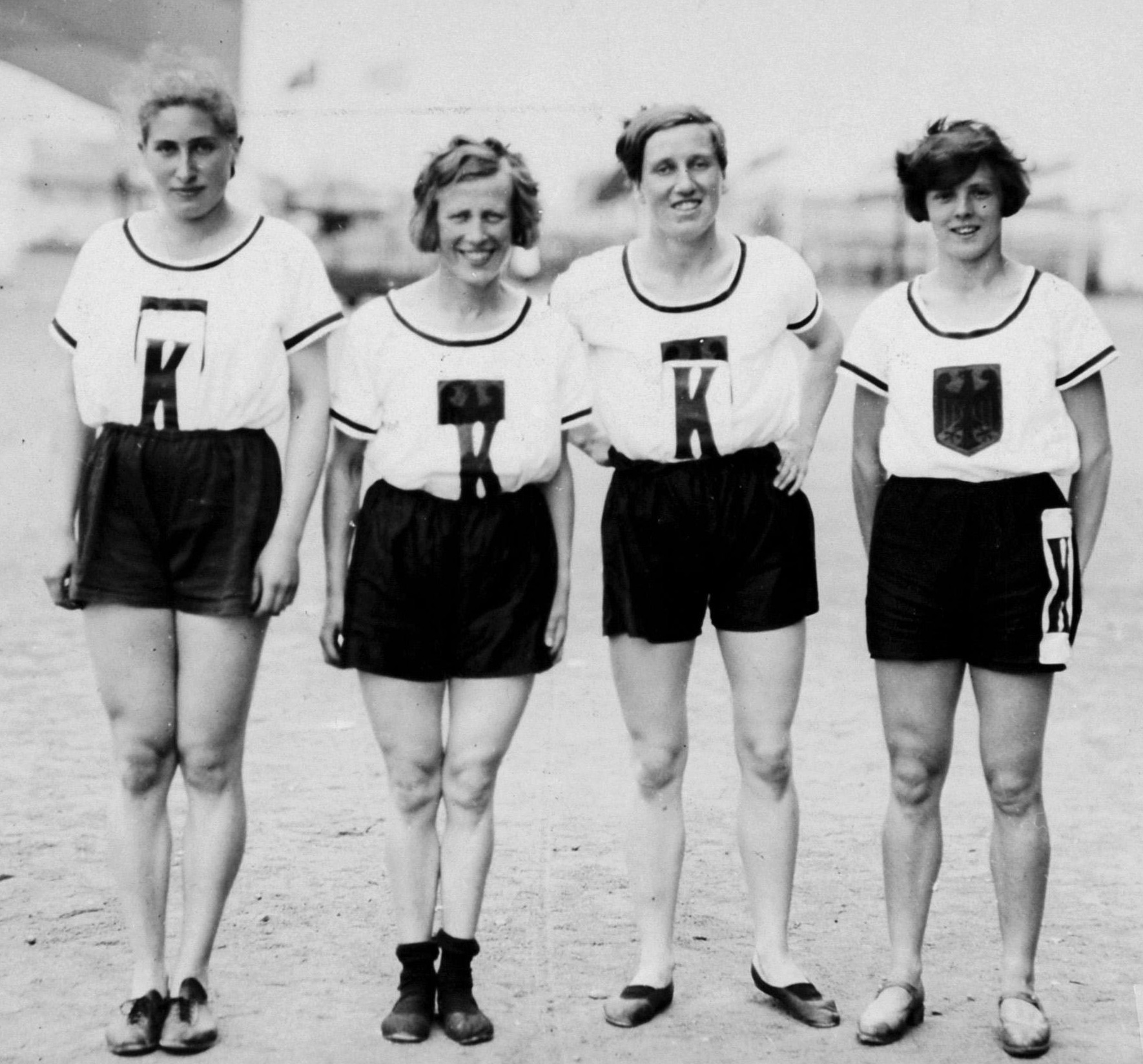
Deutsche 4-mal-100-Meter-Staffel der Damen bei den Olympischen Sommerspielen 1928 (Bronzemedaille)

Anni Holdmann verh. Wirth (* 28. Januar 1900 in Hamburg; † 2. November 1960 ebenda) war eine deutsche Sprinterin.
1928 gewann die für den Hamburger Turnerbund von 1862 startende Sportlerin bei den Deutschen Meisterschaften die Silbermedaille im 100-Meter-Lauf.
Bei den Olympischen Spielen 1928 in Amsterdam schied sie über 100 Meter im Zwischenlauf aus. In der 4-mal-100-Meter-Staffel gewann sie die Mannschaftsbronzemedaille zusammen mit ihren Teamkolleginnen Rosa Kellner, Leni Schmidt und Leni Junker hinter den Teams aus Kanada und den Vereinigten Staaten.
Anni Holdmann war 1,60 m groß und wog 50 kg.